# Hoplia
Genre
Hoplia est un genre d'insectes coléoptères de la famille des scarabéidés (anciennement de la famille des Melolonthidae) et de la sous-famille des mélolonthinés ou des Rutelidae et de la sous-famille des Hopliinae selon les classifications.

## Liste des espèces
On distingue de très nombreuses espèces :
- Hoplia africana
- Hoplia alishana
- Hoplia anatolica
- Hoplia angulata
- Hoplia argentea
- Hoplia asteria
- Hoplia attilioi
- Hoplia aulica
- Hoplia aureola
- Hoplia bezdeki
- Hoplia bhutanica
- Hoplia bifasciata
- Hoplia bilineata
- Hoplia bioscae
- Hoplia bisignata
- Hoplia bomiensis
- Hoplia brevipes
- Hoplia brunnipes
- Hoplia bucharica
- Hoplia campestris
- Hoplia caucasica
- Hoplia chinensis
- Hoplia chlorophana
- Hoplia choui
- Hoplia cincticollis
- Hoplia ciscaucasica
- Hoplia citrea
- Hoplia citrinella
- Hoplia clotildae
- Hoplia coerulea
- Hoplia coeruleosignata
- Hoplia colchica
- Hoplia coluzzii
- Hoplia communis
- Hoplia concolor
- Hoplia corallipes
- Hoplia corniculata
- Hoplia cupulosa
- Hoplia cylindrica
- Hoplia davidis
- Hoplia detrita
- Hoplia digitifera
- Hoplia dilutipes
- Hoplia divina
- Hoplia djukini
- Hoplia dubia
- Hoplia elegantula
- Hoplia endrodii
- Hoplia euphratica
- Hoplia excellens
- Hoplia fiorii
- Hoplia flavipes
- Hoplia forsteri
- Hoplia freudei
- Hoplia fukiensis
- Hoplia fulvofemorata
- Hoplia gabriellina
- Hoplia gagates
- Hoplia gibbosa
- Hoplia golovjankoi
- Hoplia gracilis
- Hoplia graminicola
- Hoplia grisea
- Hoplia gyirongensis
- Hoplia hakonensis
- Hoplia harpagon
- Hoplia hauseri
- Hoplia herminiana
- Hoplia hirsuta
- Hoplia hirticollis
- Hoplia hispida
- Hoplia huettenbacheri
- Hoplia hungarica
- Hoplia hyrcana
- Hoplia indica
- Hoplia ingrata
- Hoplia inornata
- Hoplia iridescens
- Hoplia klapperichi
- Hoplia kocheri
- Hoplia korbi
- Hoplia koreana
- Hoplia kunzii
- Hoplia laconiae
- Hoplia laetitiae
- Hoplia lama
- Hoplia latesuturata
- Hoplia lishana
- Hoplia mahayana
- Hoplia makiharai
- Hoplia matsudai
- Hoplia mediocris
- Hoplia mina
- Hoplia minuscula
- Hoplia minuta
- Hoplia modestula
- Hoplia moerens
- Hoplia monticola
- Hoplia multiclava
- Hoplia muluyensis
- Hoplia nakanei
- Hoplia nebulosa
- Hoplia nengkaoshana
- Hoplia nepalensis
- Hoplia nigrina
- Hoplia nigromaculata
- Hoplia nigrosparsa
- Hoplia ochraceoscutellata
- Hoplia ochreata
- Hoplia paganettii
- Hoplia pardoi
- Hoplia parvula - Krynicki, 1832
- Hoplia paupera
- Hoplia pentheri
- Hoplia peronii
- Hoplia philanthus
- Hoplia platyca
- Hoplia plebeja
- Hoplia polita
- Hoplia pollinosa
- Hoplia pontica
- Hoplia potanini
- Hoplia praticola
- Hoplia pseudophilanthus
- Hoplia pubicollis
- Hoplia pulchra
- Hoplia pulverulenta
- Hoplia puncticollis
- Hoplia reinii
- Hoplia reitteri
- Hoplia rossica
- Hoplia rufocuprea
- Hoplia rufopicta
- Hoplia rungsi
- Hoplia sabatinellii
- Hoplia sabraechatilae
- Hoplia scheibei
- Hoplia scheini
- Hoplia schuberti
- Hoplia scutellaris
- Hoplia semenowi
- Hoplia semicastanea
- Hoplia shibatai
- Hoplia shimomurai
- Hoplia shirakii
- Hoplia shirozui
- Hoplia simillima
- Hoplia siningensis
- Hoplia spectabilis
- Hoplia squamacea
- Hoplia squamigera
- Hoplia squamiventris
- Hoplia stenolepis
- Hoplia sulphurea
- Hoplia susiana
- Hoplia taiwana
- Hoplia tesari
- Hoplia testudinis
- Hoplia thibetana
- Hoplia tuberculicollis
- Hoplia tuberculifera
- Hoplia tuberculifrons
- Hoplia uniformis
- Hoplia ushijimai
- Hoplia validipes
- Hoplia versicolor
- Hoplia vestita
- Hoplia vicina
- Hoplia virginioi
- Hoplia viridissima
- Hoplia viridula
- Hoplia vittata
- Hoplia walterrossii
- Hoplia yushana
- Hoplia zaitzevi